# Пролетарский (Московская область)
Пролета́рский — посёлок в Московской области России. Входит в городской округ Серпухов. С 1928 до 2020 гг. был посёлком городского типа.
Население — 4287 чел. (2023).

## География
Расстояние до города Серпухова — 15 км; до города Чехова — 20 км; до Москвы — 70 км.
По западной границе поселения протекает река Нара, с восточной стороны поселения проходит трасса Москва — Харьков. В трёх километрах от границы поселения проходит железная дорога Курского направления (станция Шарапова Охота), от которой в Пролетарский идет неэлектрифицированная ветка (не действует).

## История
Возникновение посёлка обязано основанию в селе Городёнка тонкосуконной фабрики (1870 год). В 1897 году при ней и в фабричном посёлке числилось 1,8 тыс. жителей. Статус посёлка городского типа — с 1928 года. В 1939 году в Пролетарском было 3 тысячи жителей, в 1959 году — 3,2 тысячи. В 1960 году в черту поселка включена деревня Городёнка (в 1926 году — 300 жителей, в 1959 году — 260 жителей). На 2009 год население составляло 3,7 тыс. человек.
С начала 2006 до конца 2018 года был центром городского поселения Пролетарский Серпуховского муниципального района, в который также входила деревня Станково (постоянное население 14 человек (2006)).
7 декабря 2020 года Пролетарский был отнесён к сельским населённым пунктам в категории посёлка.

## Население
| 1939  | 1959  | 1970  | 1979  | 1989  | 2002  | 2006  | 2009  | 2010  | 2012  |
| ----- | ----- | ----- | ----- | ----- | ----- | ----- | ----- | ----- | ----- |
| 2966  | ↗3172 | ↗4066 | ↗4394 | ↗4677 | ↘4103 | ↗4118 | ↘3726 | ↗4156 | ↗4164 |
| 2013  | 2014  | 2015  | 2016  | 2017  | 2018  | 2019  | 2020  | 2021  | 2023  |
| ↘4158 | ↗4179 | ↗4191 | ↗4194 | ↗4203 | ↗4207 | ↗4208 | ↘4175 | ↗4280 | ↗4287 |

## Промышленность
Основные предприятия:
- Текстильная фабрика, по имени которой назван посёлок
- Асфальтобетонный завод.
- Фабрика по производству носков
- Московский жировой комбинат

## Транспорт
Транспортное сообщение автобусами с Серпуховом (автобус № 22 Серпухов — фабрика Пролетарий), Чеховом (автобус и маршрутное такси № 21 Чехов — фабрика Пролетарий), Москвой и Оболенском (автобус № 397 Москва — Оболенск).

## Достопримечательности
На границе городского поселения Пролетарский с сельским поселением Васильевское расположены две действующие церкви.
На территории поселения возведён монумент жителям посёлка, погибшим в годы Великой Отечественной войны. В черте посёлка находится сосновый бор, недалеко от посёлка — лиственный и сосновый леса.

## Интересные факты
- В конце 1970-х годов возле посёлка в пионерлагере «Буревестник» проходили съёмки телефильма «Завтрак на траве». А 1997 году в посёлке снимали российский художественный фильм в жанре триллера с элементами мистического детектива «Змеиный источник»